# Mayacultuur
De Mayacultuur was een Meso-Amerikaanse beschaving. Het is de enige precolumbiaanse beschaving waarvan bekend is dat ze een volledig ontwikkeld schrift had. Verder valt deze beschaving op door de indrukwekkende bouwkunst, complexe kalender, landbouwtechnieken en kennis van wiskunde en astronomie.
De Mayacultuur ontstond aanvankelijk in de formatieve periode (circa 2000 v.Chr.), maar veel Mayasteden kenden hun hoogtepunt tijdens de klassieke periode (250 tot 900). Daarna bleef de beschaving nog bestaan tot de komst van de Spaanse ontdekkingsreizigers.
De Mayacultuur vertoont veel overeenkomsten met andere Meso-Amerikaanse beschavingen. Invloeden van de Mayacultuur zijn nog terug te vinden tot in Honduras, Belize, Guatemala, het noorden van El Salvador en Mexico. Het volk van de Maya's bestaat nog altijd, ondanks dat hun klassieke cultuur grotendeels verdwenen is. Veel Mayatalen worden vandaag de dag nog altijd gesproken.

## Geografie

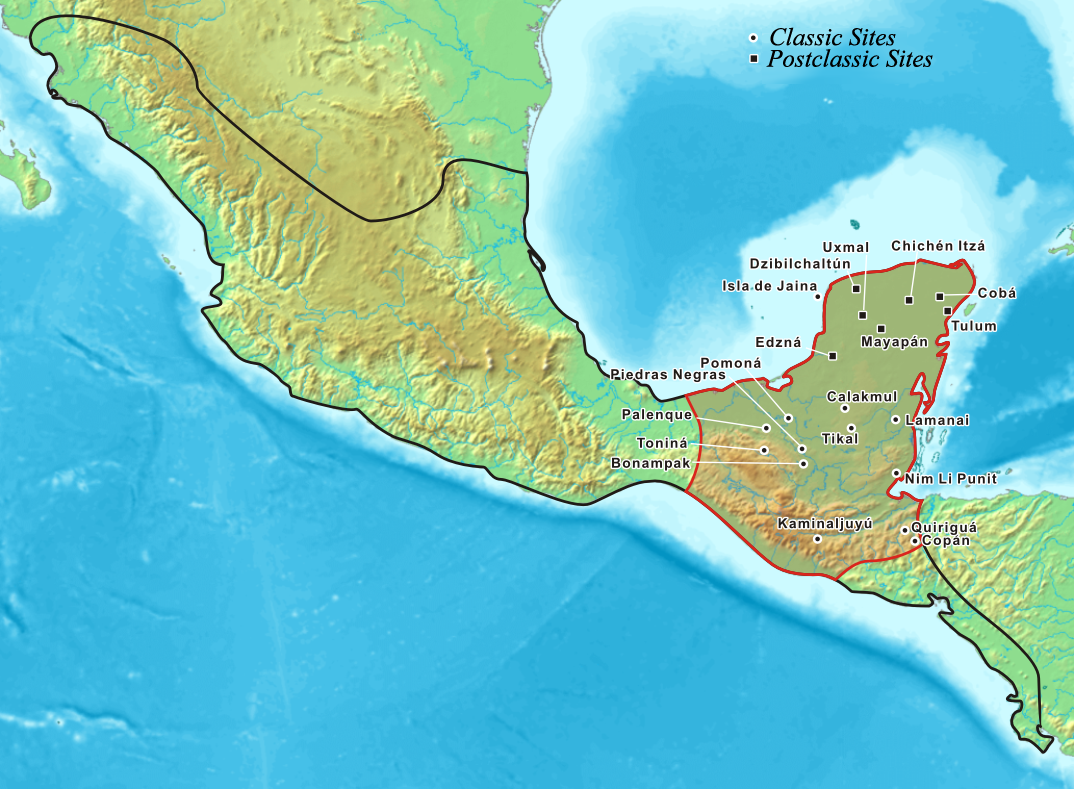
Verspreiding en belangrijkste steden van de precolumbiaanse Maya's

De Mayacultuur strekte zich uit tot in de Zuid-Mexicaanse staten Chiapas, Tabasco en het schiereiland Yucatán. Ook in het noorden van Centraal-Amerika waren sporen van de Mayabeschaving te vinden.
Het totale leefgebied van de Maya’s wordt traditioneel onderverdeeld in drie kleinere gebieden: de zuidelijke hooglanden, de centrale laaglanden, en de noordelijke laaglanden.

## Geschiedenis
Het Amerikaanse continent is relatief recent bevolkt: de mens verscheen pas aan het eind van het paleolithicum. Tussen 50.000 en 12.000 voor Christus bereikten de eerste mensen de Nieuwe Wereld, en al vrij snel was het hele Amerikaanse continent door mensen bevolkt.
Aan de kusten van Quintana Roo, tussen Tulum en Playa del Carmen, zijn in drie cenoten (onderaardse grotten) 'op meer dan 20 meter diepte menselijke resten en botten van uitgestorven diersoorten' gevonden. In een grot vond men de skeletresten van een vrouw van 20 - 30 jaar 'uit de tijd tussen 13.700 en 13.370 v. Chr.' In het noorden van Yucatán was 'aan het eind van de ijstijd en het begin van het holoceen' de mens dus al aanwezig. In de grot van Loltun in de Sierra de Ticul is botmateriaal uit de ijstijd gevonden, naast gereedschap van lokale of geïmporteerde vuursteen ook de botten van een 'soort paard dat omstreeks 1840 v. Chr. is uitgestorven.'
Uit taalkundige en archeologische onderzoeken blijkt dat de Maya's al rond 2000 voor Chr. een herkenbaar eigen cultuur gehad moeten hebben. De etnogenese van de Maya's heeft naar alle waarschijnlijkheid plaatsgevonden in de Sierra de los Cuchumatanes in West-Guatemala. De archeologie heeft laten zien dat de Maya's al vanaf die tijd begonnen zijn bouwwerken neer te zetten voor ceremoniële doeleinden. Van deze vroege tijd is het echter niet heel duidelijk waar de grenzen liggen tussen de eigenlijke Maya's en hun buren, de Olmeken. De twee culturen schijnen elkaar beïnvloed te hebben. Uiteindelijk verdween de Olmeekse cultuur, na haar invloed over het schiereiland Yucatán en het huidige Guatemala uitgebreid te hebben.
De belangrijkste Mayacentra van de preklassieke periode waren Izapá, El Baul en Kaminaljuyú. De oudste is waarschijnlijk Izapá, waar aarden heuvels zijn gevonden, bedekt met keien en stenen, uit 800 v. chr. Er zijn stèles en monolithische altaren gevonden, met daarop de 'Kosmische Boom', Chac (regengod) en thema's uit de Popol Vuh.
Volgens de Popol Vuh zelf, kwamen de voorouders van de Maya's uit het oosten naar Tulan en trokken ze vanuit Tulan verder westwaarts. Door een niet verder beschreven ramp, lieten ze hun vaderland achter zich en kwamen koud en berooid, zonder vuur, naar Tulan. Daar kregen ze hun goden en vuur. Toen trokken ze in de duisternis verder door de zee, die zich 'deelde', naar de berg Hacavitz, waar hun eerste stad werd gebouwd. Toen kwam eindelijk de (nieuwe) zon op en werd het aardoppervlak gedroogd.
De stèles van Izapá hebben meer decoratieve elementen dan die van de Olmeken in Tres Zapotes. Kaminaljuyú ontwikkelde zich vanaf ca. 400 v. Chr. In de oudste Mayavindplaatsen in het hoogland zouden schrift, kalenders en beeldhouwwerk zich hebben ontwikkeld.
Oude Mayacentra in het laagland waren El Mirador, Cerros en Uaxactún met stenen piramiden waarvan de buitenkant versierd was met grote stuc-maskers.

### De klassieke Mayacultuur
De vroegste monumenten bestaan uit eenvoudige, soms met cement bedekte grafheuvels waarvan er een aantal in nog vrijwel intacte staat te vinden zijn in El Salvador (Tazumal en San Andrés). Deze zouden zich echter in latere tijden tot imposante, uit steen opgetrokken piramides ontwikkelen. In Cival in het laagland van Guatemala zijn daarvan al voorbeelden daterend uit de 3e eeuw v.Chr. In latere tijden ontstonden de beroemde steden Tikal, Palenque, Copán en Calakmul, naast Dos Pilas, Uaxactun, Altun Ha en vele andere. 

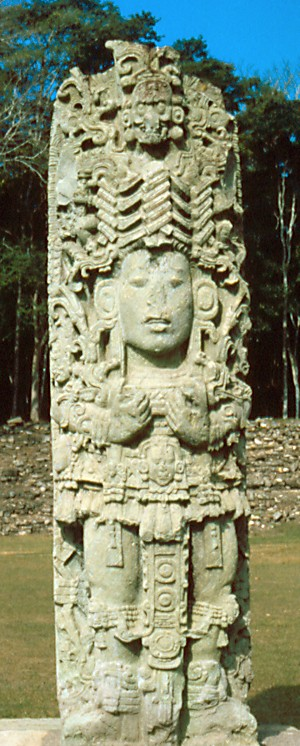
Stèle in Copán

Er ontstond een stadstatencultuur die was gebaseerd op intensieve landbouw. De piramiden, die werden gebouwd in hun religieuze centra, zijn hiervan de meest indrukwekkende overblijfselen. Zij gaan vergezeld van de paleizen van hun koningen. Andere belangrijke overblijfselen zijn de opgerichte stenen die stèles genoemd worden, en hun vlotten die in die tijd veel gebruikt werden, ook door andere volkeren. De Maya's zelf noemden ze Tetun ofwel boomstenen. Zij stellen de heerser voor, meestal voorzien van een hiërogliefentekst die de daden van de koning beschrijft. De maatschappij van de Maya’s kende een strikte hiërarchie en was onderverdeeld in klassen, zoals die van ambachtslieden, kooplieden en boeren.

### Verval van de stedelijke cultuur in het Zuiden
Vanaf de 8e en 9e eeuw trad het verval van de Mayacultuur in.
De meeste steden van het centrale laagland werden verlaten. Oorlog, de gevolgen van roofbouw en droogte worden vaak genoemd als reden voor de neergang, alleen of in combinatie. Er zijn inderdaad archeologische aanwijzingen voor oorlog, opstand en hongersnood uit een aantal plaatsen in het laagland. De Mayacultuur is echter nooit verdwenen, zoals wel wordt beweerd, maar zette zich voort aan de randen van het oude kernland: op het noorden van het schiereiland Yucatán en in de hooglanden van Guatemala.
De Mayasteden van het noordelijk laagland van Yucatán bleven echter nog een aantal eeuwen floreren. Dit waren steden als Chichén Itzá, Uxmal, Edzná en Cobá. Na het verval van de heersende dynastieën van Chichen en Uxmal, heerste Mayapán over geheel Yucatán tot een opstand in 1450. Daarna viel het gebied weer uiteen in stadstaten tot de verovering door de Spanjaarden.
In de postklassieke periode bleven er ook bloeiende stadstaten in het zuidelijke hoogland. Een van deze staten, het K'iche'rijk van Q'umarkaj is verantwoordelijk voor de Popol Vuh, het bekendste Mayaboek. Het is een van de weinige geschriften die de opzettelijke vernietiging door de Spanjaarden ontsprongen. Het handelt over mythologie, geschiedenis en genealogie.

### Onderwerping
Christoffel Columbus kwam op zijn vierde reis in 1502 naar alle waarschijnlijkheid al in contact met Mayahandelaren, maar men gaat ervan uit dat Diego de Nicuesa, de leider van de mislukte Spaanse expeditie van 1511, de eerste Europeaan was die de Mayabeschaving heeft aangetroffen. In 1511 kwamen de overlevenden van de schipbreuk aan land. Een van hen, Gonzalo Guerrero, paste zich aan, trouwde de dochter van een Mayaleider en werd adviseur in een lokale gemeenschap nabij het tegenwoordige Chetumal.
Later werden er Spaanse expedities geleid door Córdoba in 1517, Grijalva in 1518 en Cortés in 1519.

El Castillo, Chichen Itza

De Spanjaarden begonnen rond 1520 aan de verovering van het Mayagebied. Pedro de Alvarado onderwierp in 1523 en 1524 de K'iche' en Kaqchikel in het Guatemalteekse hoogland. Tussen 1528 en 1540 mislukten verschillende pogingen van Francisco de Montejo om Yucatán te veroveren. Zijn zoon Francisco de Montejo, el mozo, de Jongere, slaagde evenmin. Hij verloor op een dag bij Chichen Itza 150 man. Europese ziekten, massaal rekruteren van inheemse krijgers van Campeche en Champoton, interne haat tussen de Xiu Maya en de heren van Cocom, leidden er toe dat in 1542 de westelijke peninsula van Yucatán zich aan hem overgaf. In 1546 wist Montejo de Jongere geheel Yucatán te onderwerpen door handig gebruik te maken van onderlinge rivaliteit tussen de Mayasteden. Chichen Itza werd in 1570 ingenomen. Een aantal van de Mayastaten bood taai verzet en het gebied was pas in 1697 met de val van Tayasal, de residentie van de Itza's in het Meer van Petén Itzá, volledig in Spaanse handen, hoewel er nog regelmatig opstanden uitbraken.
Nog in de 19e eeuw raakte de Mexicaanse regering haar greep op Yucatán bijna volledig kwijt toen de Maya's tijdens de Kastenoorlog in opstand kwamen. De laatste schermutselingen vonden plaats in 1933.
De onafhankelijkheid bracht echter weinig verbetering. De liberale opvattingen over grondbezit zorgden er aan het eind van de 19e eeuw voor dat Maya's hun gemeenschapsgronden kwijtraakten aan grootgrondbezitters en zich gedwongen zagen als peones te werken op hun haciënda. In de kustgebieden van Guatemala en Chiapas kwam seizoensmigratie op, waarbij Maya's een deel van het jaar hun eigen gronden bewerkten en een deel van het jaar werkten op koffieplantages van meestal Duitse en Engelse grondbezitters.

## Kunst en cultuur

### Kunst en architectuur
De kunst en architectuur van de klassieke periode (ong. 200-1200) A.D. wordt algemeen als de mooiste van de antieke Nieuwe Wereld beschouwd. Vooral het beeldhouwwerk en de stucreliëfs van Palenque en de beelden van Copán zijn zeer verfijnd. Zij tonen een gratie en nauwkeurigheid in het observeren van de menselijke vorm die de vroege archeologen deed denken aan de Klassieke Periode van de antieke Oude Wereld, wat de naam van het tijdperk verklaart. Een indruk van de schilderkunst van de klassieke Maya's kan men krijgen door de muurschilderingen van Bonampak (8e eeuw), die van de Mayakolonie in Cacaxtla (nabij Teotihuacán), en door de enkele eeuwen oudere van San Bartólo; daarnaast door talloze beschilderde schalen en vazen, die qua stijl weer deels verwant zijn aan (vooral) de codex van Dresden. Nu het schrift van de Maya's deels ontcijferd is, is duidelijk geworden dat de Mayakunstenaars soms hun werk signeerden, wat maar bij weinig beschavingen het geval is.

### Schrift
Het schrift van de Maya's wordt vaak, naar analogie van dat van het oude Egypte, een hiërogliefenschrift genoemd. Hoewel er geen verwantschap is, bestaat het inderdaad uit ideografische tekens. Het is het enige schrift van de precolumbiaanse beschavingen dat in staat was de gesproken taal in vergelijkbare mate weer te geven als dat in de Oude Wereld het geval was.

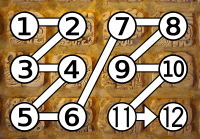
De leesrichting

Het schrift bestaat uit zo'n 850 tekens. Er zijn verschillende soorten tekens: woord-tekens, klinkertekens en lettergreep-tekens. De meest voorkomende tekens zijn lettergreep-tekens. Deze bestaan uit een medeklinker en een klinker. Het was de bedoeling de inscripties er zo mooi en overweldigend mogelijk uit te laten zien, en daarom hadden ze voor veel klanken meerdere tekens. De enkelvoudige of gegroepeerde tekens werden per twee van links naar rechts en van boven naar onder gelezen.
De ontcijfering heeft echter veel voeten in de aarde gehad. Bij de Spaanse verovering zijn, tot ontsteltenis van de plaatselijke bibliothecarissen, vrijwel alle Mayadocumenten verbrand als heidens en dus verwerpelijk. Slechts vier boeken, de Dresden-codex, Parijs-codex, Madrid-codex en de Groliercodex, waarvan de laatste bovendien niet zuiver-Mayaans en erg lelijk is, hebben deze naar huidige maatstaven ronduit onacceptabele vernietiging overleefd. Daarnaast bestaan de huidige overblijfselen voornamelijk uit opschriften in steen gehouwen op gebouwen en opgerichte stenen, vooral in steden die bij de komst van de Spanjaarden al lang verlaten en vaak door het oerwoud aan het zicht onttrokken waren.
Uiteindelijk heeft Yurii Knorozov, een antropoloog en taalkundige, ontdekt dat het schrift waarschijnlijk bestond uit woord- en lettergreeptekens in plaats van letters.

Er worden zo nu en dan rechthoekige verfplakken gevonden. Dit zijn waarschijnlijk overblijfselen van illustraties in lang vergane boeken. Ook wordt regelmatig melding gemaakt dat nieuwe codices worden gevonden in bijvoorbeeld Uxmal (1000 codices in augustus 2014), maar bevestiging door betrouwbare bronnen over de juistheid van deze berichten blijft tot heden achterwege. Helaas is het plaatselijke klimaat dusdanig dat het onwaarschijnlijk is dat enig organisch materiaal van een boek het verloop van vele eeuwen overleeft.
Sinds de 19e eeuw en het begin van de 20e is al enige kennis omtrent de Maya's gereconstrueerd, vooral het talstelsel en de data van de uitgebreide Mayakalender. Daaruit ontstond een ietwat vertekend beeld van een cultuur van wijze, geweldloze mensen die niets anders deden dan zich met astronomie bezighouden. Dit beeld is inmiddels grondig bijgesteld.
Vanaf de jaren 60 en 70 kwam er meer vaart in de zaak. De stroom van ontcijferingen houdt nog altijd aan. De laatste jaren (we schrijven 2008-2009) komt men zelfs geregeld de bewering tegen dat het schrift zo goed als ontcijferd is. Dit geldt dan vermoedelijk voor de principes van het schriftsysteem. In werkelijkheid bestaan er bij het lezen van een langere Mayatekst die niet grotendeels uit kalenderdatums bestaat nog zeer veel onzekerheden.

### Wiskunde
De Maya's, of misschien hun Olmeekse voorgangers, hadden geheel onafhankelijk van elkaar het begrip 'nul' (dat in de Oude Wereld pas laat werd ingevoerd) ontdekt. Ze gebruikten het getal 20 als grondtal van hun talstelsel. Inscripties vermelden soms getallen die tot in de honderden miljoenen reiken. De Maya's deden bijzonder nauwkeurige astronomische waarnemingen en hadden een nauwkeurige en ingewikkelde kalender. Hun tabellen voor de bewegingen van de maan en de planeten zijn even goed of zelfs beter dan die van andere beschavingen die de hemel met het blote oog bestudeerden. De berekening van het zonnejaar is zelfs iets nauwkeuriger dan de waarde die als basis voor de gregoriaanse kalender gebruikt is.

### Religie

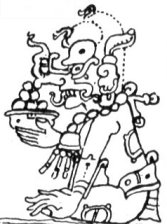
God K, de god van de bliksem

Net als de Azteken en de Inca's geloofden de Maya's in meerdere goden en een cyclische aard van de tijd.
Wat we weten over de prekoloniale Mayareligie is afkomstig van verschillende bronnen: archeologische opgravingen, het hiërogliefsysteem van de Maya's, verslagen van Spaanse missionarissen, en de vroegkoloniale Mayaliteratuur, zoals de Popol Vuh.
De Maya's hadden verschillende beelden van het universum: plat als een dubbeltje (dat toentertijd weliswaar nog niet in omloop was), vierkant als een akkertje, of rond als een schildpad. Ook de vier windstreken speelden een belangrijke rol, want dan wist men uit welke hoek de wind woei. De Maya's vereerden, gelijk zoveel andere oude beschavingen, een groot aantal goden en bovennatuurlijke wezens (zie verder Mayamythologie en lijst van Mayagoden).
Een centraal aspect van de Mayareligie is het geloof in de cyclische aard van de tijd. Er bestonden verschillende tijdscycli, zoals de kalenderkringloop bestaande uit de Tzolkinkalender van 260 dagen en de Haabjaarrekening van 365 dagen. Mayapriesters hadden tot taak om de tijdcycli te interpreteren en daaruit voorspellingen over de toekomst af te leiden.

### Landbouw
Ondanks dat de Maya's nog geen gebruik maakten van het wiel, evenmin van metalen werktuigen zoals ploegen, en bij afwezigheid van lastdieren vooral waren aangewezen op de primitieve mankracht van slaven en boeren, hadden ze hun sterke bevolkingsaangroei toch voor een groot deel te danken aan een goed ontwikkelde landbouweconomie. Om in hun voedsel te voorzien kweekten ze naast pompoenen, aardappelen, tomaten, bonen en vooral het reeds door veredeling erg productieve maïs. Dit heilige gewas, zoals blijkt in het boek Popol Vuh, werd door de Maya's geconsumeerd na een nixtamalisatie-bereiding.
Op de moerassen die ze via irrigatie hadden drooggelegd maakten ze gebruik van de traditionele maar erg succesvol gebleken techniek van de Drie Zusters. Bij deze landbouwtechniek worden de gewassen maïs, bonen en cucurbita (pompoen) gecombineerd in één zogenaamd milpa-veld aangeplant. Door hun stikstofbinding in de bodem produceren de bonen de nodige meststoffen voor de maïs en pompoen. Op hun beurt gebruiken de bonen de maïs als bonenstaak om te klimmen terwijl de bladeren en harige stengels van de pompoen de maïs en bonen beschermen tegen overmatige regenval, uitdroging, onkruid en insecten.

### Mayatalen
De Maya's spraken ongeveer dertig verschillende talen, die alle deel uitmaken van dezelfde taalfamilie. Veel van deze talen bestaan vandaag de dag nog altijd. Ook het Huasteeks, gesproken door de Huasteken die normaliter niet als Maya's gezien worden, valt onder de Mayataalfamilie. De Mayatalen stammen af van het proto-Maya, dat 5000 jaar geleden in de hooglanden in het westen van Guatemala werd gesproken. Kenmerkend voor de Mayatalen zijn de VSO-syntaxis, de ergatief, de geglottaliseerde medeklinkers en oxytona (het beklemtonen van de laatste lettergreep).
De Mayatalen hebben bij elkaar vier tot zes miljoen sprekers, en vormen daarmee een van de grootste inheems-Amerikaanse taalfamilies. De meest gesproken Mayatalen zijn het K'iche' en het Yucateeks Maya.

## Herontdekking van de Mayacultuur
In de koloniale tijd was het gebied grotendeels van de buitenwereld afgesloten, en alleen de lokale bevolking had enige weet van de ruïnes van de oude steden. In 1839 bezocht een Amerikaanse reiziger, John Lloyd Stephens, in het gezelschap van een Engelse architect en tekenaar Frederick Catherwood, Copán, Palenque en andere plaatsen. Hun geïllustreerd verslag van de vondsten bracht een sterke belangstelling voor de vondsten en de bevolking van het gebied teweeg.
Begin 2018 werd openbaar gemaakt dat door nieuwe technieken een groot aantal gebouwen en structuren aan het licht zijn gekomen die tot dan toe onontdekt zijn gebleven. De impact van deze ontwikkeling op ons beeld van de Mayacultuur zal de komende jaren duidelijk moeten worden.

## Lijst van archeologische Mayavindplaatsen
De plekken die door de Unesco als Werelderfgoed zijn aangemerkt staan vetgedrukt.
| - Acanceh - Aguada Fénix - Altun Ha - Becán - Bonampak - Cacaxtla - Calakmul - Campeche - Cancuén - Caracol - Chactún - Chetumal - Chalchuapa - Chiapa de Corzo - Chicanná - Chichén Itzá - Chunchucmil - Cival - Cobá - Comalcalco - Copán - Cozumel | - Dos Pilas - Dzibilchaltun - Ecab - Edzná - Ek Balam - El Baúl - El Mirador - El Perú - El Rey - El Zotz - Hochob - Hormiguero - Isla Mujeres - Itzamkanac - Iximché - Ixkun - Izamal - Jaina-eiland - Joya de Cerén - Kabah - Kaminaljuyu | - Kohunlich - Komchen - Labna - La Corona - Lagunita - Loltun - Lubaantun - Lamanai - Mayapan - Mixco Viejo - Naachtun - Nakbé - Naranjo - Nim Li Punit - Oxkintok - Piedras Negras - Palenque - Q'umarkaj - Quiriguá - Río Bec - San Bartolo | - Sayil - Seibal - Takalik Abaj - Tamchén - Tayasal - Ti'ho - Tikal - Toniná - Tulum - Uaxactun - Uxmal - Xcaret - Xel-Há - Xlapak - Xpujil - Xtampak - Xunantunich - Yamil Lu'um - Yaxchilán - Yaxha - Zaculeu |